# Varese–Porto Ceresio-vasútvonal
A Varese–Porto Ceresio-vasútvonal egy 14 km hosszúságú, normál nyomtávolságú vasútvonal Olaszországban, Varese és Porto Ceresio között. A vonal 3000 V egyenárammal villamosított, fenntartója az RFI.